# Psil·loïdeus
Els psil·loïdeus o les psil·les (Psylloidea) són una superfamília d'hemípters del subordre Sternorrhyncha, incloent entre altres els polls.